# Werner Betz (Philologe)
Werner August Josef Betz (geboren 1. September 1912 in Frankfurt am Main; gestorben 13. Juli 1980 in München) war ein deutscher germanistischer und skandinavistischer Mediävist und Linguist. 

## Leben
Werner Betz war Sohn eines Justizinspektors. Betz promovierte im Jahre 1936 bei Hans Naumann mit der Dissertation Der Einfluss des Lateinischen auf den althochdeutschen Sprachschatz. Am 17. November 1937 beantragte er die Aufnahme in die NSDAP und wurde rückwirkend zum 1. Mai desselben Jahres aufgenommen (Mitgliedsnummer 5.426.367). Im Jahre 1939 hatte er einen Forschungsauftrag im SS-Ahnenerbe-Forschungsprojekt Wald und Baum in der arisch-germanischen Geistes- und Kulturgeschichte.
Von 1937 bis 1940 war er mit Hilfe eines Stipendiums der Deutschen Forschungsgemeinschaft Assistent von Theodor Frings am Althochdeutschen Wörterbuch in Leipzig. 1940 wurde er zur Wehrmacht eingezogen und diente bis 1945 in der Kriegsmarine.
Betz wurde 1948 ao. Professor an der Universität Bonn. 1951 wurde er Kultur- und Presseattaché an der Deutschen Botschaft in Stockholm. Von 1959 bis 1980 hatte er den Lehrstuhl für Deutsche Philologie und Nordistik an der Universität München inne.